# Mykola Leontovych
Mykola Dmytrovych Leontovych (em ucraniano Микола Дмитрович Леонтович; Monastirok, 1 de dezembro jul./ 13 de dezembro de 1877 greg. – Markivka, 23 de janeiro de 1921) foi um compositor ucraniano, regente de coral, sacerdote e professor de renome internacional. Sua música foi inspirada por Mykola Lysenko e a escola de música nacionalista da Ucrânia, junto com Kyrylo Stetsenko, Alexander Koshetz, Yakiv Stepovy e Viktor Kosenko. Leontovych se especializou em música para coro a cappella, variando de composições originais a música de igreja e arranjos elaborados de música popular.
Leontovych nasceu e foi criado na região de Podolia, no Império Russo. Ele foi educado como sacerdote no seminário teológico de Kamianets-Podilskyi, e aprofundou sua educação musical na Capela da Corte de São Petersburgo, além de lições particulares com Boleslav Yavorsky. Com a independência do Estado Ucraniano na revolução de 1917, Leontovych se mudou para Kiev onde trabalhou no conservatório da cidade e no Instituto de Música e Drama Mykola Lysenko. Ele é reconhecido internacionalmente pela composição Shchedryk (“Os sinos”) em 1904 (estreiada em 1916). É também considerado um mártir da Igreja Ortodoxa Oriental da Ucrânia, na qual ele também é lembrado por sua liturgia, a primeira composta em língua vernácula (especificamente em ucraniano moderno). Foi assassinado em 1921 por um agente soviético.
Durante sua vida, as composições e os arranjos de Leontovych se tornaram populares entre grupos profissionais e amadores pela Ucrânia. Apresentações de seus trabalhos na Europa oriental e no norte da África valeram seu apelido de “Bach ucraniano” na França. Fora sua incrivelmente popular Shchedryk, a música de Leontovych é apresentada principalmente na Ucrânia e na diáspora Ucraniana.